# Yebira

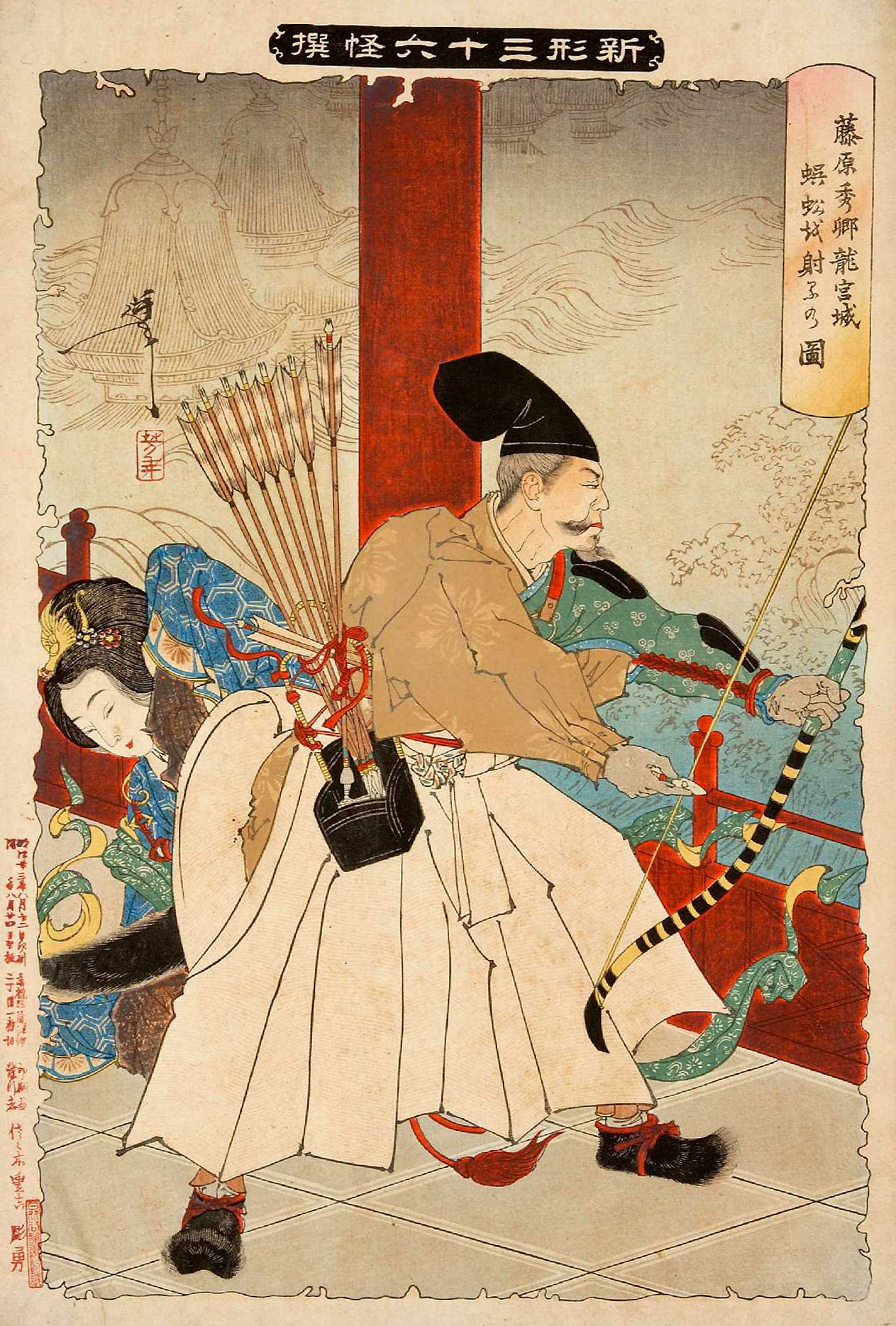
Fujiwara no Hidesato - Tsukioka Yoshitoshi (1890) - il disegno ritrae un arciere giapponese con arco yumi e faretra yebira tipo kari.

Yebira è la faretra tradizionale giapponese, contraddistinta dal non essere un contenitore chiuso ermeticamente bensì composta da una base di alloggio per la punta della freccia (Ya, 矢) e da un corpo aperto con semplice funzione di dorso d'appoggio per la sommità richiudibile della faretra, i cui lembi intrecciati mantengono le frecce in posizione. La yebira era solitamente realizzata in legno e cuoio/stoffa e veniva portata dal samurai alla cintura, sul dorso o assicurata alla sella del cavallo, sia durante la guerra sia durante le battute di caccia. La superficie del contenitore poteva essere variamente decorata, anche con la sovrapposizione di pelliccia (sakatsura yebira).
Le principali tipologie di yebira erano:
- Kari
- Shiko
- Utsubo
- Yazutsu - faretra a corpo chiuso, cilindrico, lungo e stretto, solitamente utilizzata nella pratica del Kyudo.

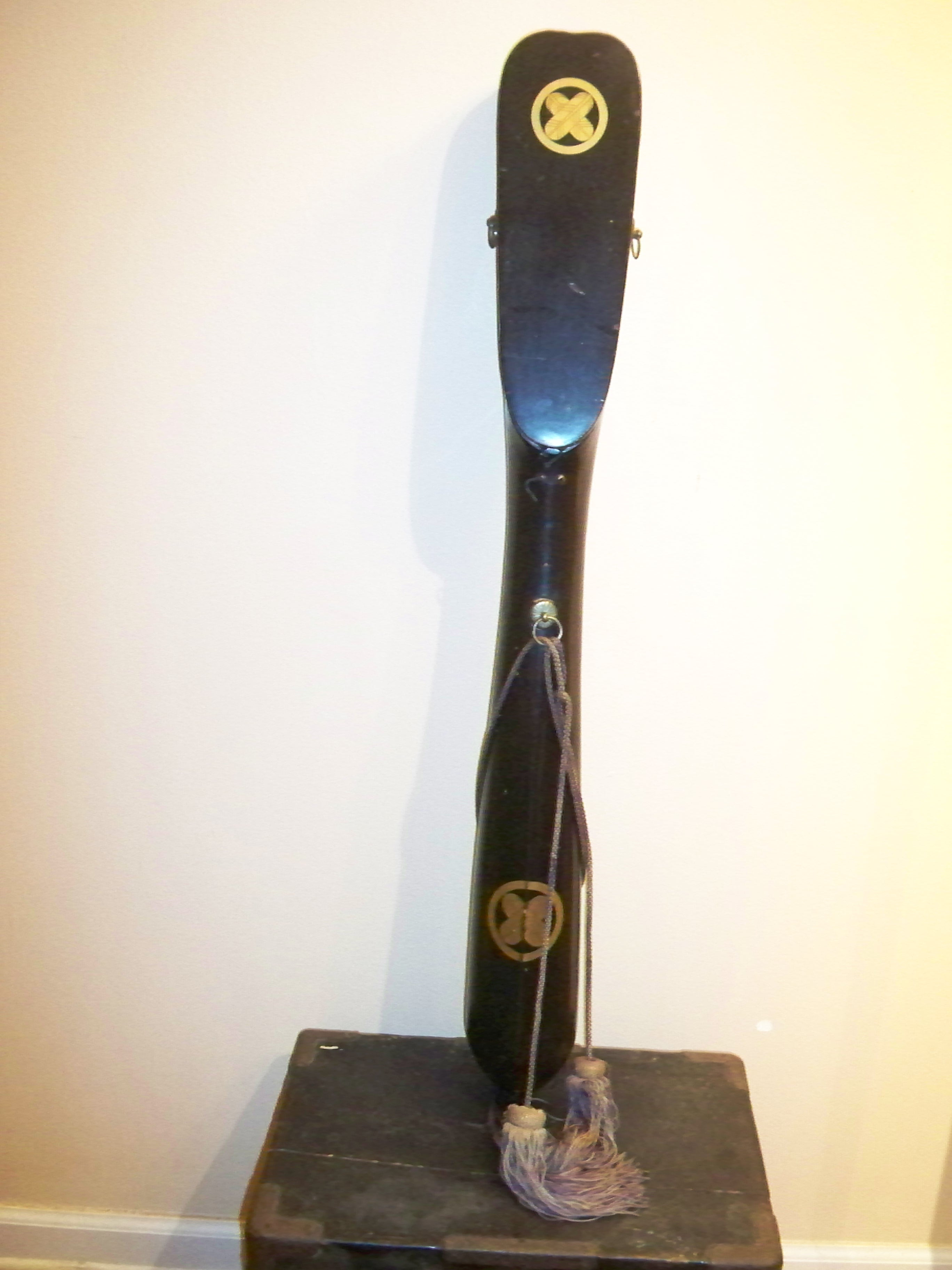
Yebira tipo Utsubo.
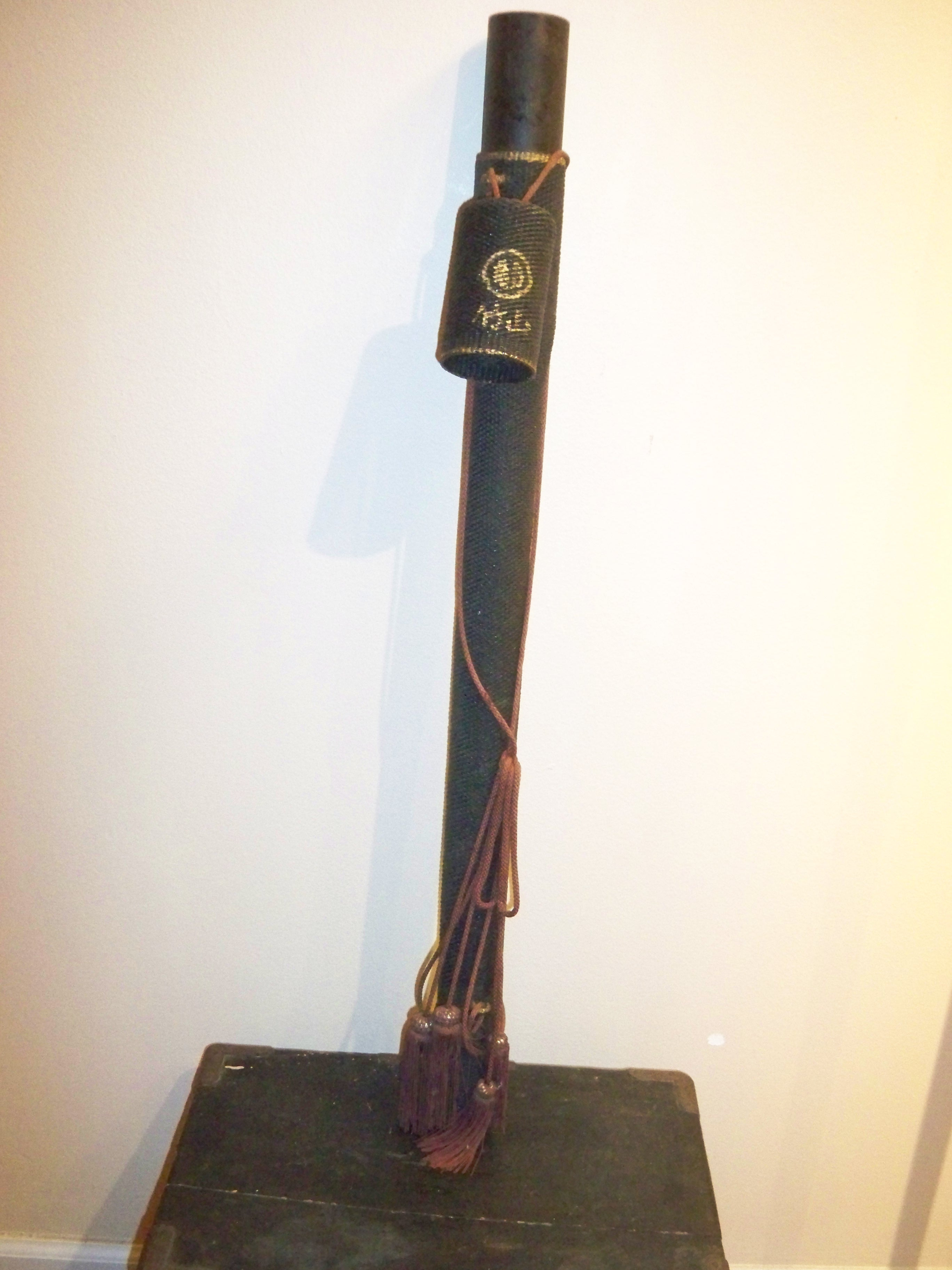
Yebira tipo Yazutsu.
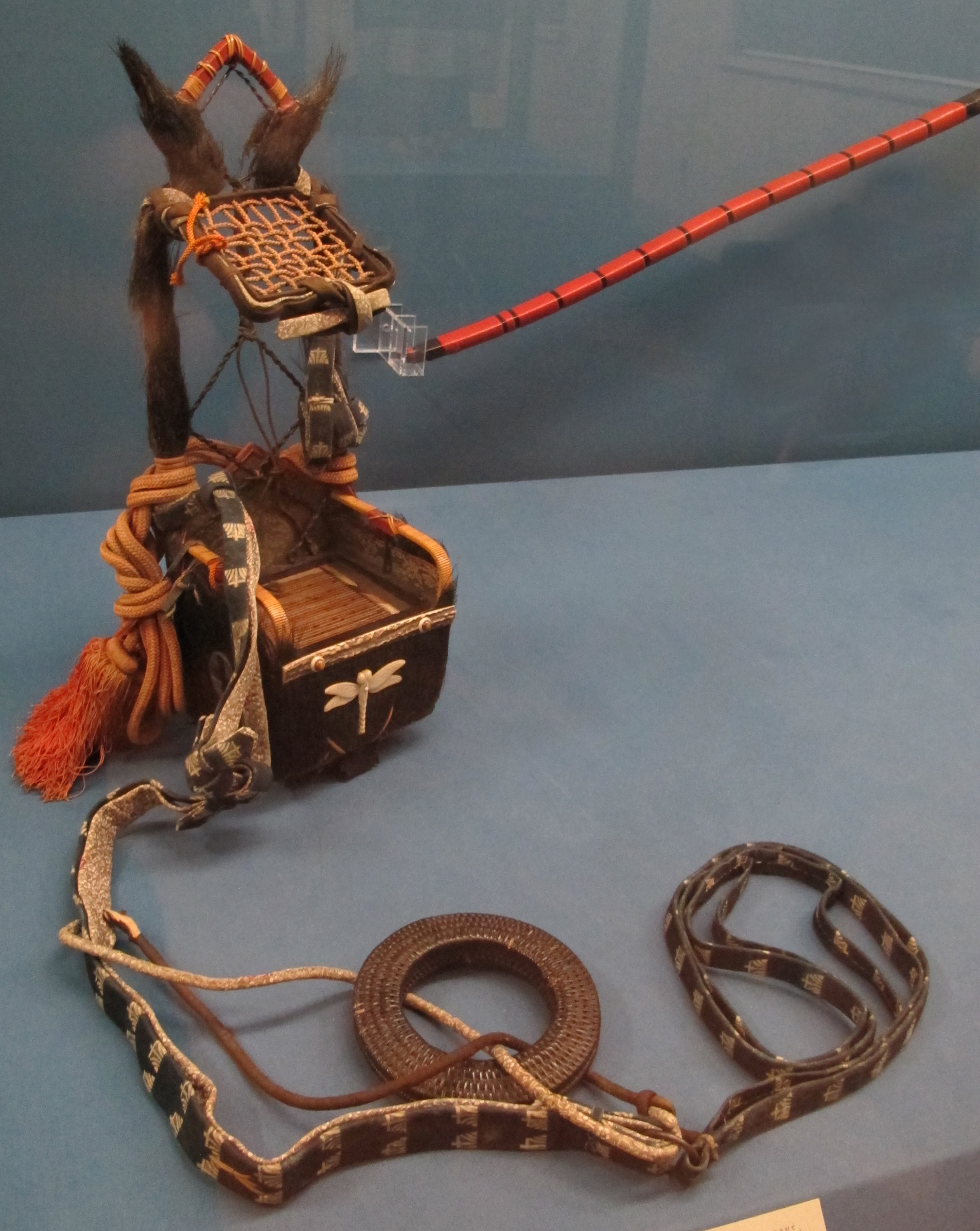
Yebira tipo Sakatsura ("impellicciata").
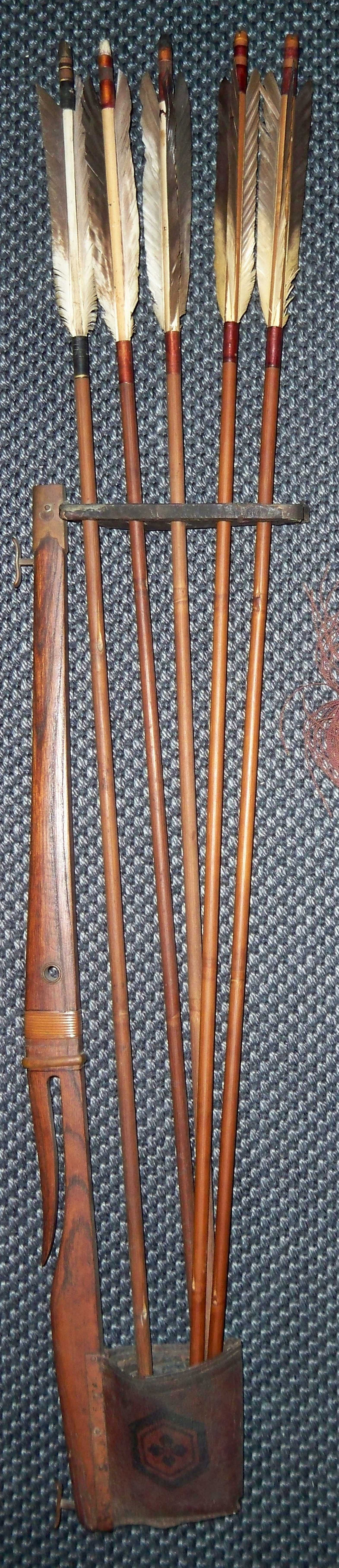
Yebira tipo Shiko.